# Butch Carter
Pour les articles homonymes, voir Butch.
Clarence Eugene "Butch" Carter, né le 11 juin 1958 à Springfield, Ohio, est un ancien joueur américain de basket-ball. Il évolue durant sa carrière au poste d'arrière.
Issu de l'équipe universitaire des Hoosiers de l'Indiana, il est drafté en 1980 par les Lakers de Los Angeles en 37e position.
Il a évolué en NBA durant 6 saisons.
Après sa carrière de joueur, il devient entraîneur.
Il a notamment entraîné l'équipe des Raptors de Toronto de 1998 à 2000.